# Cestrum fasciculatum
Cestrum fasciculatum es una especie de arbusto del género Cestrum perteneciente a la familia de las solanáceas. Es originaria de México.

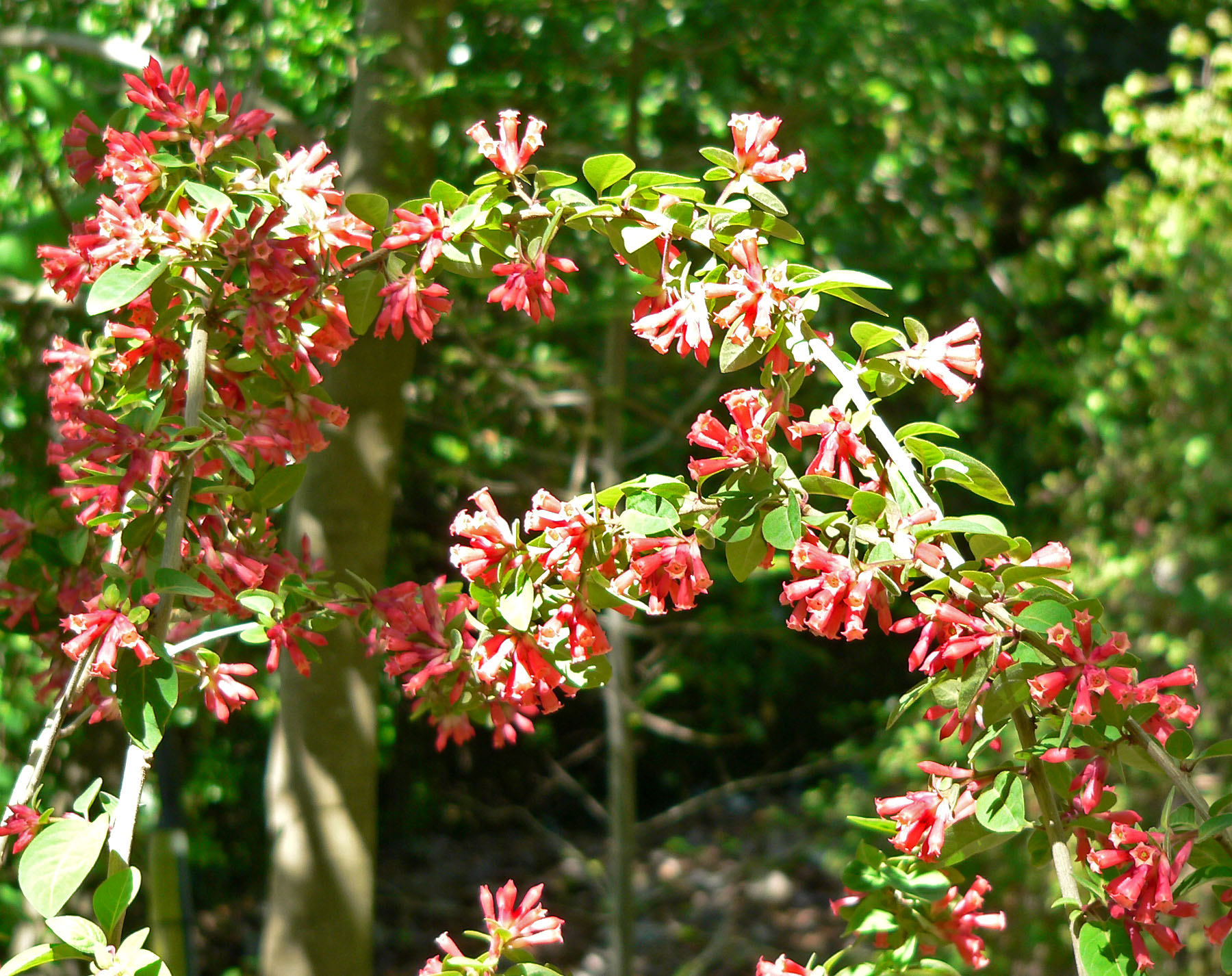
Vista de la planta

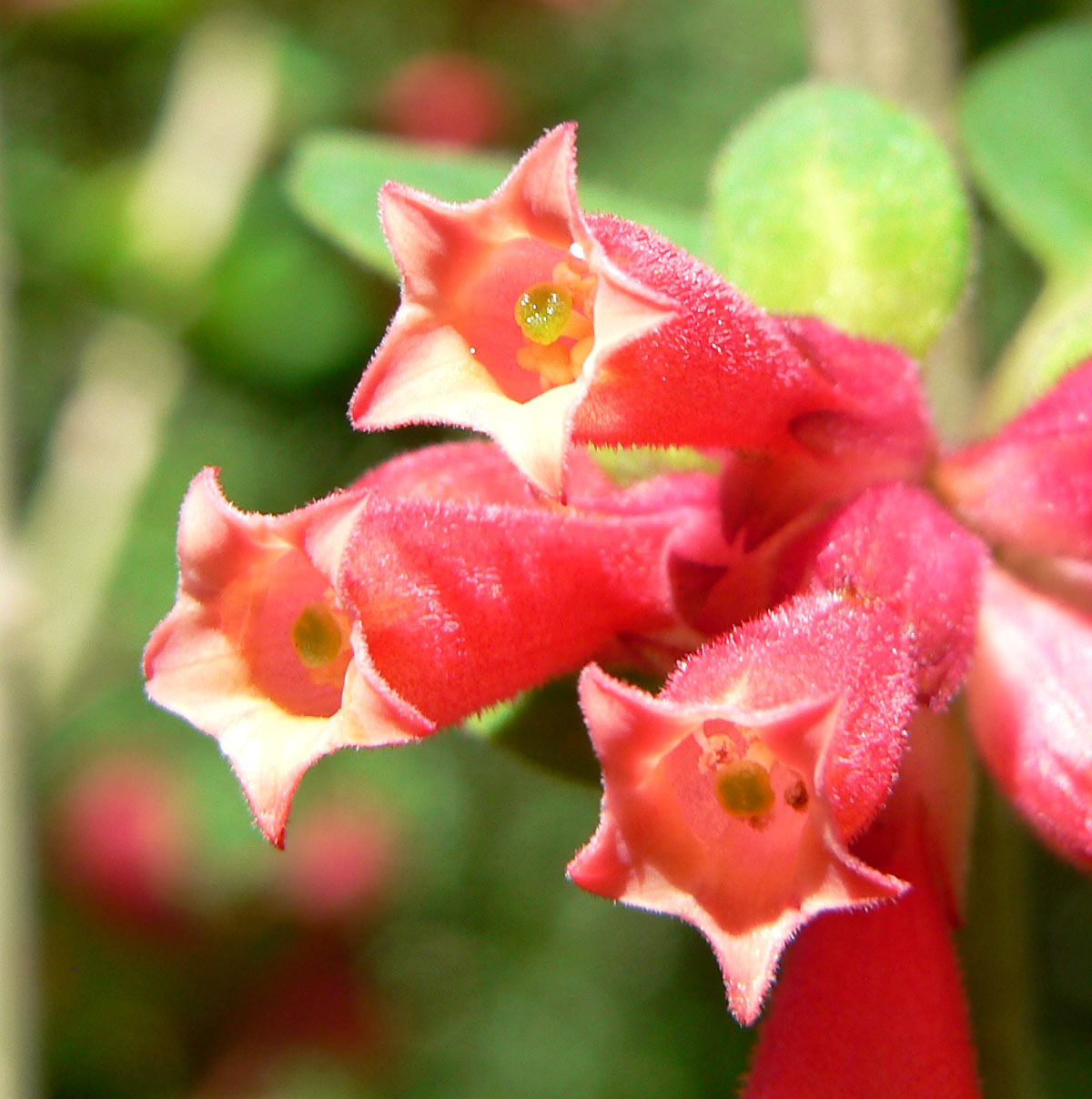
Flores

## Distribución
Es nativa de centro de México, pero también se mantiene en otros lugares como planta ornamental. 

## Descripción
Se trata de un árbol de hoja perenne o un arbusto desgarbado que alcanza un tamaño de más de dos metros de altura. Los tallos, y sobre todo las nuevas ramas, a veces, son de color púrpura y un poco peludas. Las hojas son peludas, de forma ovalada,  verdes de hasta 13 centímetros de largo. Abundantes inflorescencias aparecen en las puntas de las ramas madres, cada una con un grupo denso de hasta 10 flores rojas peludas. Cada flor tubular es de 2 o 3 centímetros de largo, contando el cáliz alargado de sépalos y la larga corola. El fruto es una baya de unos 1,5 centímetros de ancho, que es de color rojo en el exterior y el interior blanco con cerca de 10 pequeñas semillas de color marrón.

## Taxonomía
Cestrum fasciculatum fue descrita por (Schltdl.) Miers y publicado en London Journal of Botany 5: 151. 1846.
Etimología
Cestrum: nombre genérico que deriva del griego kestron = "punto, picadura, buril", nombre utilizado por Dioscórides para algún miembro de la familia de la menta.
fasciculatum: epíteto latíno que significa "empaquetado".
Sinonimia
- Cestrum newellii (Veitch) G.Nicholson
- Cestrum spigelioides Zuccarini ex Francey
- Habrothamnus newellii J.H. Veitch
- Meyenia fasciculata Schltdl. basónimo[4]